# Water Island
Water Island er en lille amerikansk ø på de Amerikanske Jomfruøer. Den ligger ca. 1 km sydsydvest for centrum af byen Charlotte Amalie på øen Sankt Thomas.
I 1944 købte USA den for 10.000 dollars fra dens danske ejer for at beskytte en base for undervandsbåde på Sankt Thomas under 2. verdenskrig.
18°19′11″N 64°57′12″V / 18.31972°N 64.95333°V